# Battaglia di Turckheim
La battaglia di Turckheim fu una battaglia durante la guerra franco-olandese che ebbe luogo il 5 gennaio 1675 in un sito tra le città di Colmar e Turckheim in Alsazia. L'esercito francese, comandato dal visconte di Turenne, combatté contro gli eserciti di Austria e Brandeburgo, guidato da Alexander von Bournonville e Frederick William, elettore di Brandeburgo.

## Preludio
L'aggressiva campagna di Luigi XIV contro i Paesi Bassi, dal 1672, aveva provocato una reazione ostile di altri stati europei come l'Austria (che controllava il Sacro Romano Impero ) e il Brandeburgo. Il loro intervento aveva portato la guerra nell'alto Reno, creando una minaccia per il territorio francese. Nel 1674 il maresciallo Turenne, comandante francese in quel settore, non riuscì a impedire l'invasione dell'Alsazia da parte dell'esercito imperiale. Con la fine dell'anno nel 1674, gli Imperiali entrarono nei loro quartieri invernali nella regione di Colmar, pochi chilometri a sud della caserma invernale francese, situata a Haguenau.
Secondo le convenzioni di guerra dell'epoca, le operazioni militari avrebbero dovuto essere interrotte durante l'inverno fino al ritorno della primavera.[4] Turenne, tuttavia, decise di non seguire questa usanza. Usando le montagne dei Vosgi come una cortina di protezione, si spostò a ovest e poi a sud, riapparendo a Belfort, a sud del suo avversario, il 27 dicembre 1674. Non trovando resistenza, raggiunse Mulhouse il 29. Gli imperiali molto sorpresi si ritirarono in fretta su Turckheim.

## Battaglia
Turenne con 33 000 truppe trovò l'esercito imperiale molto ben posizionato con una quantità di uomini che andava da 30 000 a 40 000 sotto il comando di Federico Guglielmo I di Brandeburgo, nel pomeriggio del 5 gennaio 1675.  Tuttavia, le forze imperiali non si erano ancora completamente pronte per la battaglia. La battaglia non seguì gli standard del XVII secolo. Il maresciallo Turenne finse un attacco dal centro e poi un altro dalla sua destra. Con gli occhi imperiali inchiodati su queste due parti del fronte, Turenne guidò un terzo del suo esercito in marcia verso il fianco sinistro. Il loro movimento costeggiava le montagne ed era nascosto alla vista del nemico a causa del terreno. Turenne conquistò il piccolo villaggio di Turckheim. Frederick William tentò di riconquistare la città, ma fu sconfitto da un forte fuoco di cannoni francesi e da una carica di fanteria. Turenne, quindi, cadde contro il fianco destro del nemico. La velocità dell'attacco (che non fu preceduta dal fuoco dell'artiglieria) e la superiorità numerica si concentrarono su un unico punto, interruppero e demoralizzarono i difensori, mettendoli in fuga dopo aver subito 3 400 vittime, ritirandosi per evitare ulteriori perdite.

## Conseguenze
Ora, con i loro quartieri invernali minacciati, l'esercito di Federico Guglielmo di Brandeburgo fu costretto a lasciare l'Alsazia e cercò la sicurezza di Strasburgo dove l'esercito nella settimana seguente attraversò il fiume Reno, tornando sulla riva destra nell'attuale Germania.
Questa breve ma famosa campagna invernale del maresciallo Turenne è considerata una delle più brillanti del XVII secolo.  Il Vicomte de Turenne, attraverso due manovre indirette (una strategica e una tattica) salvò la Francia dall'invasione, subendo perdite trascurabili.